# Бригадное (Калининградская область)
Бригадное — посёлок в Полесском муниципальном округе Калининградской области.

## География
Находится в северной части Калининградской области, в зоне хвойно-широколиственных лесов, на расстоянии примерно 2 километров (по прямой) к юго-востоку от города Полесска, административного центра района.

### Климат
Климат характеризуется как переходный от морского к умеренно континентальному. Среднегодовая температура воздуха — 7,2 °C. Средняя температура воздуха самого холодного месяца (января) — −5 — −2 °C (абсолютный минимум — −35 °C); самого тёплого месяца (июля) — 22,4 °C (абсолютный максимум — 37 °C). Продолжительность периода активной вегетации растений составляет около 135—150 дней. Годовое количество атмосферных осадков — 700—900 мм, из которых большая часть выпадает в тёплый период.

## История
Указом Президиума Верховного Совета РСФСР от 5 июля 1950 года посёлок Тойт переименован в Бригадное.
В период с 2008 по 2017 годы Бригадное входило в состав Тургеневского сельского поселения Полесского района, с 2017 по 2022 годы — в состав Полесского городского округа.

## Население
| 2002 | 2010 |
| ---- | ---- |
| 77   | ↗84  |

### Национальный состав
Согласно результатам переписи 2002 года, в национальной структуре населения русские составляли 77 %.